# Kourkoubinia
I kourkoubinia sono dolci tradizionali greci, tipici per esempio delle festività natalizie. Sono piccoli involtini di baklava fritti, oblunghi e rigati con ripieno di noci e intinti nel miele.